# خروس (ترانه)
«خروس» (به انگلیسی: Rooster) تک‌آهنگی از آلیس این چینز است که در سال ۱۹۹۳ میلادی منتشر شد. این آهنگ در رابطه با پدر گیتاریست گروه (جری کانترل) است که در جنگ ویتنام حضور داشته است.